# Curral de Dentro
Curral de Dentro är en kommun i Brasilien.   Den ligger i delstaten Minas Gerais, i den östra delen av landet, 700 km öster om huvudstaden Brasília. Antalet invånare är 6 930.
I omgivningarna runt Curral de Dentro växer huvudsakligen savannskog. Runt Curral de Dentro är det glesbefolkat, med 11 invånare per kvadratkilometer.